# (6855) Armellini
(6855) Armellini (1989 BG) – planetoida z pasa głównego asteroid okrążająca Słońce w ciągu 3,47 lat w średniej odległości 2,29 j.a. Odkryta 29 stycznia 1989 roku.